# Petr Lohnický
Petr Lohnický (1. srpna 1941 Hradec Králové – 2. září 2005) byl československý sportovní plavec a pólista, účastník olympijských her v roce 1964.

## Sportovní kariéra
Plavat se naučil v rodném Hradci Králové v řece Orlici v rámci plaveckých kurzů pořádanýma sokolskou jednotou v 6 letech. V 11 letech ho kamarád vzal do plaveckého oddílu při Lokomotivě Hradec Králové, kde se pod vedením manželů Čechových naučil svá první kraulařská tempa. Pocházel z velmi skromných poměrů, z početné rodiny 6 dětí. Po skončení základní školy tak musel místo dalšího studia jít vydělávat peníze. Práce v Kovošrotu mu v prvních letech neumožňovala věnovat se aktivně plavání. Po dvou letech začal pod vedením trenérů Kaprase a Tymy trénovat dvoufázově ráno před a večer po práci. Plavecké kilometry ukrajoval po většinou v hradeckých písníkách a v zimě v městských lázních. Začátkem léta 1960 byl poprvé pozván na reprezentační soustředění do Piešťan. V Piešťanech svým přístupem k tréninku zaujal trenéra armádního plaveckého oddílu Dukly Andělína Hliňáka. Hliňák mu nabídl místo ve sportovní rotě při Dukle Praha, kam nastoupil základní vojenskou službu od podzimu 1960.
Lohnický nepatřil mezi talentované plavce, na první pohled neměl ani předpoklady být úspěšným závodním plavcem. Byl nižšího vzrůstu 176 cm, nebyl nijak extra silově vybavený a s vodou často doslova zápasil. Hliňák si však u něho všiml vlastnosti se pro věc nadchnout a obětovat jí všechen volný čas. V jeho případě se tou vášní stal plavecký sport. Hliňák (1963): "Je houževnatý, cílevědomý a skromný. Pro plavání žije, jemu podřizuje všechen volný čas. Na rozdíl od Jindřicha Vágnera se nebojím monotónnosti tréninku a velkých tréninkových dávek.
V roce 1962 startoval na mistrovství Evropy ve východoněmeckém Lipsku. Na 100 m volný způsob zaznamenal dílčí úspěch postupem z rozplaveb na semifinále a na své silnější trati 400 m volný způsob doplaval ve finále na 4. místě v čase 4:31,7. Se štafetou 4×100 m obsadil ve finále 8. místo.
V roce 1964 se poctivě připravoval na olympijské hry v Tokiu. Trénoval trojfázově a denně naplaval 6–7 km. Příprava na suchu: vzpírání s činkami 35–70 kg, dřepy se zátěží 60 kg. Ve vodě 25 m pod vodou volně se zadrženým dechem a 50 m v plném tempu několikrát za sebou. Nemohli se však rozhodnout, na kterou trať se zaměřit. Nejvíc mu sedělo 200 m kraulem, která však nebyla v té době olympijskou tratí. Příprava na olympiádu byla metoda pokus-omyl. Novinkou byla jednoznačně upravená intervalová tréninková metoda: 25 m pod vodou volně a 50 m v plném tempu. Hliňák přiznal, že nemá zkušenosti teoretické ani praktické jak připravit závodníka pro světovou extratřídu. "Chceme-li plavce pro světovou úroveň, musíme se naučit jak k ní. Je mi líto, že musím experimentovat právě na Petrovi, ale někde se učit musíme." Intervalově se začalo trénovat od poloviny padesátých let dvacátého století, aby měl plavec dostatek sil v druhé polovině závodu. To však mělo určité nevýhody ve ztrátě výbušnosti a rychlosti. "Když takhle plaval třikrát za sebou, měl frekvenci tepu 190–196. Pokud se zprvu musel po doplavání každého úseku hodně přemáhat, dnes neheká, ale usmívá se." V říjnu startoval na olympijských hrách v Tokiu na všech kraulerských tratích. Na 100 m, 400 m a 1500 m volný způsob plaval na hranici svých osobních rekordů, ale na postup z rozplaveb to ve světové konkurenci nestačilo.
Po letní sezóně 1965 se rozhodl z Dukly odejít a přestoupit do piešťanského klubu TJ Slovan. V Piešťanech bývalo tréninkové středisko reprezentace a místo dobře znal. Po skončení závodní kariéry ho lákalo hrát vodní pólo, ve kterém byli piešťanští pólisté nejlepší v Československu.
V roce 1966 se ještě připravil na mistrovství Evropy nizozemském Utrechtu. Na 100 m volný způsob mu o necelou sekundu utekl postup do finále a s polohovou štafetou 4×100 m překvapivě vypadl v rozplavbách. Vzápětí se rozloučil s úspěšnou kariérou v československé reprezentaci.
V roce 1967 se přestěhoval do Bojnic na středním Slovensku. Ještě pár let se připravoval individuálně a za místní klub TJ Slovan hrál vodní pólo. Zároveň pracoval jako plavčík a správce bojnického plaveckého areálu, který od 1.1.1966 přešel do správy ČSTV.
Po skončení sportovní kariéry v polovině sedmdesátých let dvacátého století na Slovensku zůstal. Během vánočních svátku roku 1966 se oženil s piešťanskou plavkyní Evou Hudcovičovou. Jeho dcera Karin (* 1968), patřila k předním československým znakařkám v osmdesátých letech dvacátého století. Syn Martin Lohnický (* 1973) byl reprezentantem Slovenska v hokejbalu. Hrál na pozici brankáře a v roce 1999 získal pro Slovensko titul mistrů Evropy. 
Zemřel v tichosti v září 2005. Na jeho památku se od roku 2006 pravidelně vypisuje při plaveckých závodech v Piešťanech "memoriál Petra Lohnického" na jeho oblíbené trati 50 m motýlek.